# Júlia Menor
Júlia Menor (en llatí Julia Minor) va ser una dama romana. Formava part de la gens Júlia.
Era la petita de les dues germanes del mateix nom de Juli Cèsar. L'altra germana és coneguda com a Júlia Major. Es va casar amb Marc Aci Balb, amb qui va tenir a Àtia o Àcia, la mare d'August. Va morir l'any 52 aC o 51 aC, quan Octavi (August) tenia dotze anys. El noi va pronunciar la seva oració fúnebre. Nicolau de Damasc, contemporani dels fets, situa la seva mort tres anys abans (sobre l'any 49 aC). Podria ser que tingués raó si no fos que en tota la seva narració buscava exaltar el geni d'August, i mostrar que a la seva edat ja era un bon orador.